# Wramplingham
Wramplingham est un village et une paroisse civile du Norfolk, en Angleterre. Il est situé dans le centre du comté, à une dizaine de kilomètres à l'ouest de la ville de Norwich. Il est traversé par la Tiffey (en), un affluent de la Yare. Administrativement, il relève du district de South Norfolk.

## Toponymie
Le sens de Wramplingham est incertain. Si le dernier élément correspond clairement au vieil anglais hām « propriété », le reste est plus obscur, mais pourrait provenir d'un nom d'individu ou de tribu anglo-saxon. Le toponyme est attesté pour la première fois sous la forme Wranplincham dans le Domesday Book, compilé en 1086.

## Démographie
Au recensement de 2011, la paroisse civile de Wramplingham comptait 115 habitants.
| 1801 | 1811 | 1821 | 1831 | 1841 | 1851 | 1881 |
| ---- | ---- | ---- | ---- | ---- | ---- | ---- |
| 161  | 163  | 215  | 247  | 236  | 245  | 181  |

| 1891 | 1901 | 1911 | 1921 | 1931 | 1951 | 1961 |
| ---- | ---- | ---- | ---- | ---- | ---- | ---- |
| 172  | 175  | 168  | 168  | 136  | 158  | 157  |

| 1971 | 1981 | 1991 | 2001 | 2011 | - | - |
| ---- | ---- | ---- | ---- | ---- | - | - |
| 125  | ?    | ?    | ?    | 115  | - | - |

## Culture locale et patrimoine
L'église paroissiale de Wramplingham, dédiée aux saints Pierre et Paul, fait partie des églises à tour ronde (en) très répandues dans la région de l'Est-Anglie. Elle constitue un monument classé de grade I depuis 1959.